# 博珀森
博珀森（德語：Boppelsen）是瑞士联邦苏黎世州迪尔斯多夫区的市镇。该市镇面积为3.94平方千米，海拔高度521米，2018年12月31日人口数为1,377。

## 外部連結
- 博珀森官方网站 （页面存档备份，存于） （德文）